# 苻叡
苻 叡（ふ えい、? - 384年）は、五胡十六国時代前秦の皇族。第3代君主苻堅の子である。兄に第4代君主苻丕・皇太子苻宏・平原公苻暉・広平公苻熙がおり、弟に河間公苻琳・中山公苻詵がいる。

## 生涯
勇敢であったが粗暴な性格であり、敵を侮る癖があったという。また、配下の兵に対して粗暴な振る舞いをしていたという。
357年6月、父の苻堅が天王位に即くと、鉅鹿公に封じられた。
380年8月、安東将軍・雍州刺史に任じられて蒲坂を鎮守する事となり、氐族3千2百戸をその統治下に置いた。後に征南将軍に任じられた。
383年5月、東晋の車騎将軍桓沖は前秦征伐の兵を挙げ、10万を率いて襄陽へ侵攻し、さらに前将軍劉波・冠軍将軍桓石虔・振威将軍桓石民らを派遣して沔北の諸城を攻撃した。6月、桓沖軍の別動隊が万歳・筑陽を攻撃し、これらを陥落させた。苻叡は苻堅の命により、冠軍将軍慕容垂・左衛将軍毛当と共に歩兵・騎兵併せて5万を率いて襄陽救援に向かった。苻叡軍が新野へ、慕容垂軍が鄧城まで軍を進めると、桓沖は沔南へ後退した。7月、苻叡は慕容垂・驍騎将軍石越を前鋒とし、沔水まで進ませた。慕容垂らは夜になると、三軍の兵士全員に十本の炬火を持たせ、樹の枝に括り付けさせた。これにより光が数十里を照らし、これをみた桓沖は上明まで撤退した。
後に雍州牧に任じられた。
384年3月、前秦の北地長史慕容泓が反乱を起こし、華陰において自立を宣言した。苻叡は都督中外諸軍事・衛大将軍・録尚書事に任じられ、長史竇衝・司馬姚萇を従えて5万の兵を率い、華沢へ進んで慕容泓を討った。4月、前秦軍の襲来を聞いた慕容泓は大いに恐れ、部下を率いて関東へ逃走した。これを聞いた苻叡はすぐさま追撃して慕容泓を滅ぼそうとしたが、姚萇はこれを諫めて「鮮卑はみな郷里へ帰る事を望んでおり、故に乱を為したのです。ここは速やかに関中から出るよう命じ、これを遮ろうとしてはなりません。例え鼷鼠であってもその尾を取れば、人に歯向かって噛みつくものです。彼らは自らが困窮していることを知っており、命がけで我らに向かってきましょう。万が一にも利を失えば、悔いても及びませんぞ！軍鼓を鳴らして彼らを従わせるのです。そうすれば、彼らは逃走するだけで我らを顧みる暇などないでしょう」と説いたが、苻叡は従わずに華沢へ出撃した。果たして苻叡は慕容泓に敗れ去る事となり、彼自身は戦死してしまった。
姚萇は苻堅からの処罰を恐れて渭北の馬牧場へ逃走すると、天水にいる羌の豪族と共に武装蜂起し、万年秦王を自称して自立してしまった（後秦の建国）。